# 姚作賓

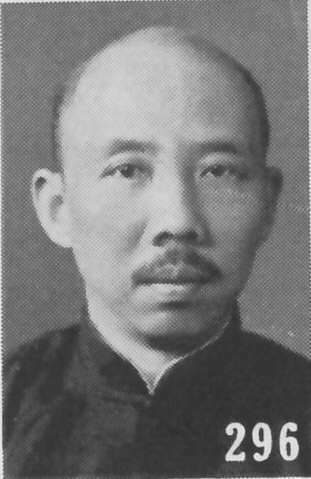

姚作宾（1893年—1951年），四川南部县人，中华民国政治人物。他是五四运动以后的学生领袖，后来曾被华北政务委员会任命为青岛市市长，因汉奸罪而被处决。

## 生平

### 学生领袖
1893年，姚作宾生于四川。后来他赴日本自费留学，1918年4月8日他还没有正式入校时，因参与四川省籍自费留学生因借学费问题同中国驻日本公使馆职员的殴斗而被日本警方拘留。后他入日本东京明治大学，毕业于明治大学政经科。
1920年1月，他接替刘振群任中华民国学生联合会（简称“全国学联”）留日学生代表理事。任职期间，他于1920年1月至3月数次担任在上海举行的山东问题国民大会临时主席。后来全国学联号召各地学联于1920年4月14日开始罢课。4月14日以后，全国各地学联陆续组织罢课。在罢课期间，姚作宾于1920年5月曾代表全国学联赴符拉迪沃斯托克谋求同苏俄建立联系。罢课失败后，1920年7月，姚作宾因全国学联理事任满而卸任，其留日学生代表理事一职由李达接任。
他还是黄介民成立的大同党成员。1920年6月，他与黄介民等人在北京把“大同党”改组为“中国共产党”（后改称东方共产党）。约1920年底，共产国际执行委员朴镇淳和韩人社会党（该党1921年5月改称高丽共产党，即上海派高丽共产党）成员、大韩民国临时政府国务总理李东辉在上海接触了黄介民、姚作宾的大同党。姚作宾还加入了1920年9月迁到远东的俄国共产党华员局的成员刘谦组织的“中华共产党”，但加入时间和地点不详。
1921年1月，姚作宾取代李达重新任全国学联理事，并且担任全国学联主席。1921年5月，他参加了为欢迎日本共产党使者近藤荣藏而举行的共产国际远东局会议。1921年6月，他和朴镇淳、李东辉（后两人属于上海派高丽共产党）等人一同赴莫斯科参加共产国际第三次代表大会。他在莫斯科代表大同党企图获得共产国际承认的交涉失败，回国后他未重返全国学联总部。

### 政府官员
1922年，他任胶澳督办公署交涉科长。1923 年，他代理接收青岛市接收委员兼任交涉员。1926年，他担任接收天津英租界专员。1935年，他任北平交通委员会专门委员。
1938年1月10日，日本海军在青岛崂山登陆，占领青岛。1月17日，青岛治安维持会成立，赵琪任会长，该会共有委员9人：赵琪、吕振文、李德顺、姚作宾、周家彦、陆梦熊、尹援一、韩鹏九、杨玉亭。1938年11月2日，青岛治安维持会学务委员会成立， 姚作宾任委员长，陈命凡代理委员长。11月4日，中国黄道会华北本部成立，张宗援任总裁，姚作宾等人出任分会长。12月10日，青岛兴亚俱乐部成立，平冈小太郎任会长，姚作宾任副会长。日本驻青岛总领事大鹰正次郎和赵琪任名誉会长。1939年5月10日，青岛特别市工商联络委员会成立，姚作宾任委员长。1940年5月8日，青岛市农事合作事业辅导委员会成立，市长赵琪兼任委员长，姚作宾兼任辅导部部长。5月21日青岛市体育会成立，赵琪任总裁，柴田、中村任顾问，周家彦任会长，姚作宾、陈命凡任副会长。1942年8月28日，青岛市联合协议会闭幕，青岛市社会局局长姚作宾代表青岛市市长赵琪作了1942年度施政报告。
1943年3月18日，华北政务委员会任命姚作宾为青岛市市长， 并于4月1日就职，任职至1945年日本投降。原青岛市市长赵琪专任华北政务委员会委员。6月1日，姚作宾接任青岛兴发股份有限公司董事长（该公司原董事长谢祖元已经于5月6日辞职）。 7月1日，青岛市剿共委员会成立，姚作宾任主任委员。7月23日，青岛市市长兼青岛市物价处理委员会主任委员姚作宾发表谈话，要求强制收购花生米、花生油供日军使用。1944年5月1日，青岛市保安总队成立，姚作宾任总队长，马文英任副总队长。6月10日，青岛中日水产统制组合成立，姚作宾任理事长，中山一清任副理事长。9月25日，青岛特别市劳务委员会成立，姚作宾任委员长。

### 逮捕处决
1945年日本投降后， 8月31日青岛市市长姚作宾传达了华北政务委员会的训令：“所属各机关听候接收；所有款项、卷宗、公物不得移动销毁；负责人员不得擅离职守。”1945年10月11日，姚作宾被逮捕。1946年5月7日至11日，山東高等法院青岛第二分院公开审判姚作宾，并判处其死刑。该死刑判决后未执行。1949年2月18日，山东高等法院青岛分院第三次公开审理汉奸姚作宾案， 2月24日改判其无期徒刑。1949年6月5日，已被中华民国政府释放的姚作宾被公安机关逮捕。后来经过青岛市中级人民法院审理，姚作宾于1951年被判处死刑并被执行枪决。

## 著作
- 姚作宾，日本视察谈，青岛：青岛特别市公署，1942年